# リヒャルト・ワーグナー財団
リヒャルト・ワーグナー財団（ドイツ語：Richard-Wagner-Stiftung Bayreuth）は、リヒャルト・ワーグナーの芸術的遺産の保存・継承と、バイロイト祝祭劇場を持続的に維持管理して後世に伝えていくことを任務とするドイツの財団。財団は1973年に設立され、現在までバイロイト祝祭劇場の所有者・管理責任者となっている。財団はバイロイト音楽祭の総支配人の選出の任務も担っている。
財団の規約にはバイロイト音楽祭総支配人についての規定があり、ワーグナー家から1名、ないし、複数名を選ぶとしている。
1999年、当時80歳になっていたヴォルフガング・ワーグナー(1919-2010)の後継者問題の解決に向けて、財団評議会(Stiftungsrat)が動き出したが、2年に及ぶ各種論争の末に、ヴォルフガング側が終身契約を盾に押し切り、後継者をめぐる議論の終結を宣言した。
財団の代表部(Vorstand)は3名の役員で構成され、国(ドイツ連邦共和国)、バイエルン州、ワーグナー家から1名ずつ選出される。
決定機関である財団評議会(Stiftungsrat)は24名による24票の議決権で構成される。割当は以下の通り。
- 国(ドイツ連邦共和国)：5票
- バイエルン州：5票
- ワーグナー家：4票
- バイロイト市：3票
- バイロイト楽友協会(Gesellschaft der Freunde von Bayreuth)：2票
- バイエルン州財団：2票
- オーバーフランケン行政管区(Bezirk Oberfranken)：2票
- オーバーフランケン財団：1票

2019年4月現在の財団評議会の議長(Vorsitzender)はオーバーフランケン行政管区の区長(Regierungspräsident、ハイドルン・ピヴェルネッツ)。財団評議会の事務局長(Geschäftsführer)はバイロイト市の市長(ブリギッテ・メルク・エルベ)。
1986年から、音楽祭の開催執行の実務はバイロイト音楽祭有限会社(Bayreuther Festspiele GmbH)が担っており、その業務執行社員(Gesellschafter-Geschäftsführer)は2008年9月1日に退任するまでヴォルフガング・ワーグナーだった。ヴォルフガングの退任(2008年)後は完全に会社へ移行し、国(ドイツ連邦共和国)、バイエルン州、バイロイト市、バイロイト楽友協会で構成される。
2001年、財団評議会の投票により、24票中22票の多数決でエファ・ワーグナー・パスキエ(1944-)が父ヴォルフガング・ワーグナーの後継者に選ばれたが、ヴォルフガングは退任を拒否した。後に、エファと義妹のカタリーナ・ワーグナー(1978-)の間に、共同運営者になることで合意が成立すると、ヴォルフガングは2008年8月31日付の書簡で、音楽祭総支配人の職を退任する意向を財団評議会に伝えた。この日付は次期総支配人の申請書の提出期限にもなっており、同日付でヴォルフガングの在任期間が満了するギリギリのタイミングだったが、この機会に、ワーグナーの曽孫に当たるニケ・ワーグナー（1945-、ヴォルフガングの兄、ヴィーラント・ワーグナーの娘）も辣腕の劇場支配人ジェラール・モルティエとのコンビで共同運営者の応募書類を提出した。
その翌日の2008年9月1日、財団評議会はエファ・ワーグナー・パスキエとカタリーナ・ワーグナーのコンビを選出し、応募の競合相手であり、両名の従姉妹でもあるニケ・ワーグナーからは「不審に満ちた選考過程だ」とのコメントが出された。